# Theodor Baillet von Latour

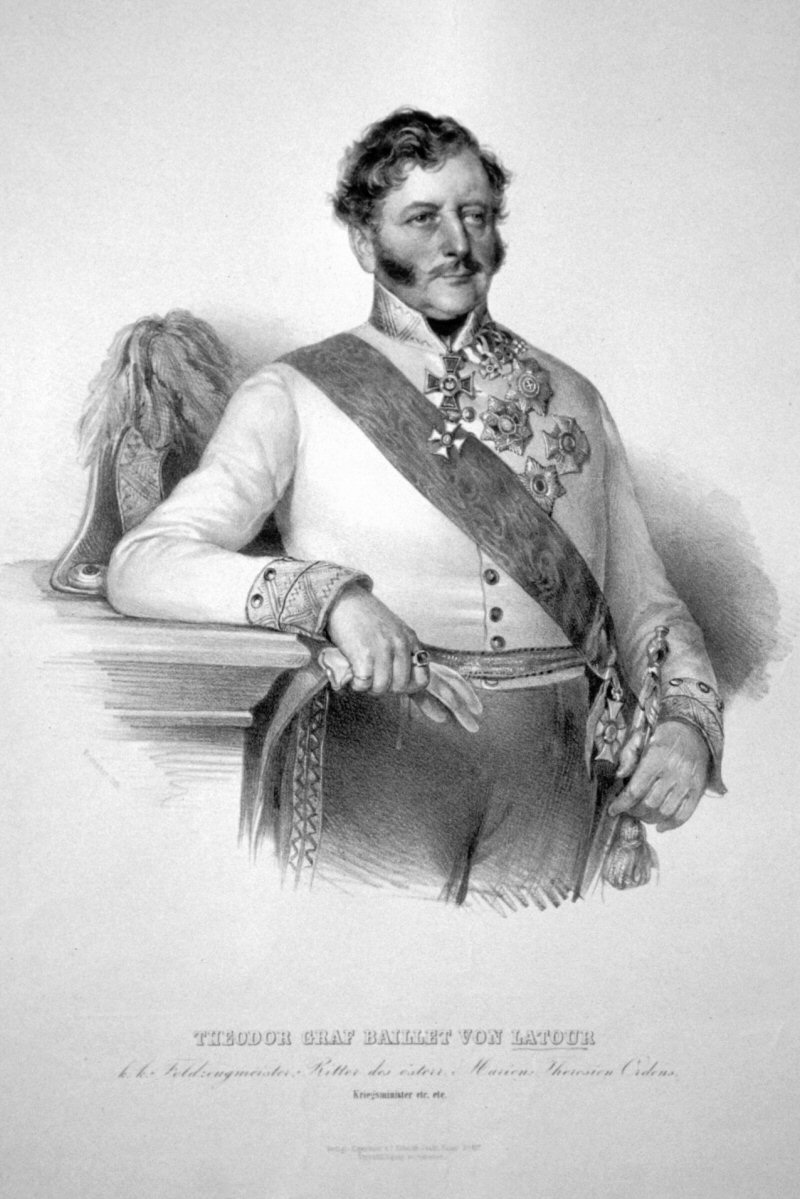
Theodor Baillet von Latour.

Theodor Baillet von Latour, född den 15 juni 1780, död den 6 oktober 1848, var en österrikisk greve och militär, son till Maximilian Baillet von Latour, farfar till Vincent Karl Max Baillet von Latour.
von Latour blev 1846 "feldzeugmeister" och 29 april 1848 chef för krigsministeriet. I dess byggnad i Wien blev han vid upprorets utbrott samma år på det grymmaste sätt mördad av den inträngande pöbeln.